# Сухий закон

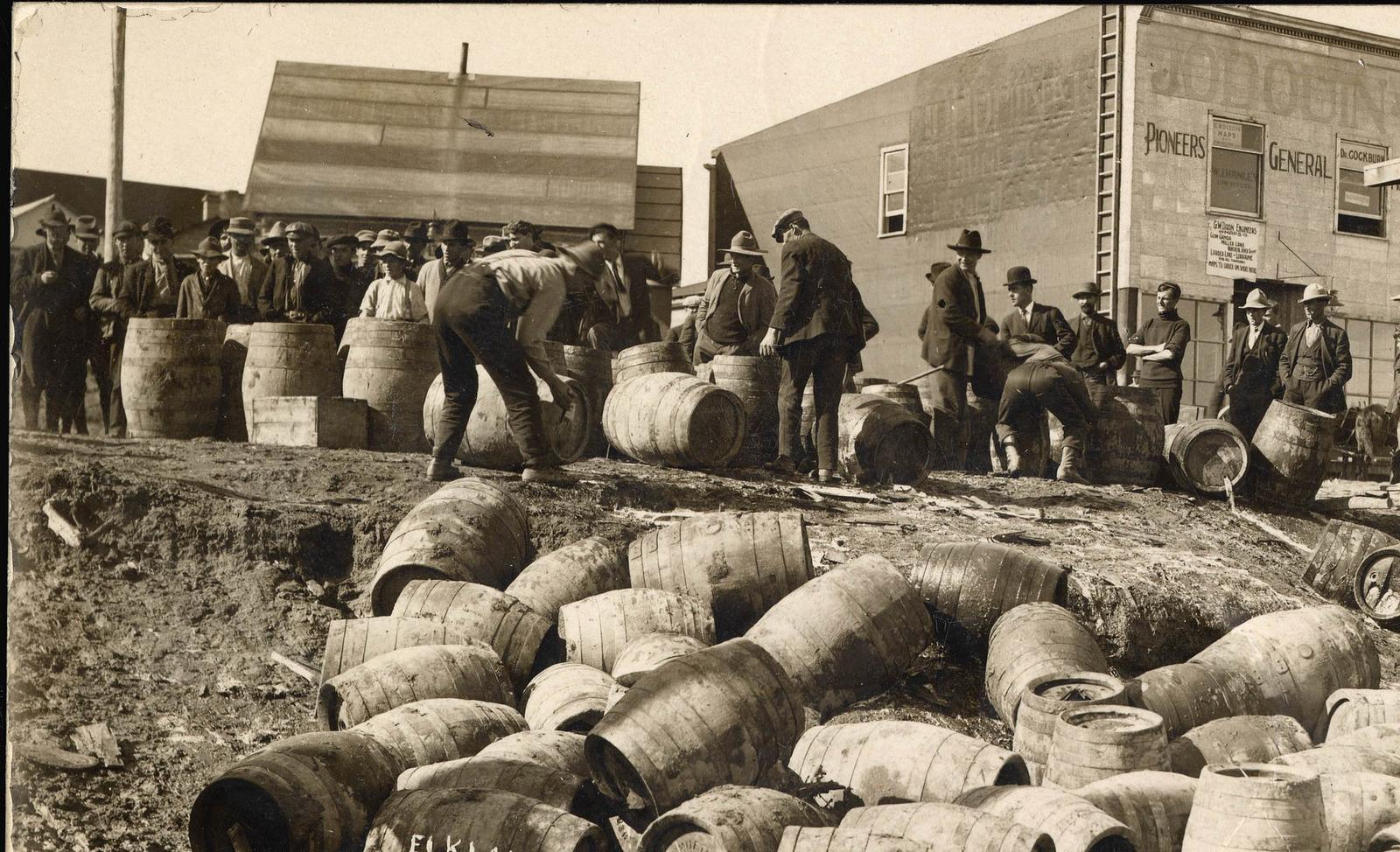
Поліцейський рейд із конфіскацією нелегального алкоголю в Елк-Лейк (Онтаріо, Канада; нині село Джемс-Лейк) у 1925 р.

Сухий закон (англ. Prohibition Act, акт заборони; англ. Temprance Act, акт помірності) — закон, що забороняє або істотно обмежує виготовлення, зберігання, продаж, перевезення і споживання тютюну і алкоголю. Також даним терміном зі значенням «заборона» називають період в історії країни, упродовж якого діяла заборона на алкоголь. Як термін сухий закон набув популярності саме як сухий закон у США через його висвітлення у пресі.

## Історія
Перші записи про заборону алкоголю («сухі закони») датуються II століттям до н. е., у них зазначено, що перший правитель Династії Ся Юй Великий заборонив розпивати алкоголь у королівстві. Однак після смерті його син, Ся Ці легалізував алкоголь.
Заборона торгівлі алкоголем згадується і в Кодексі Хаммурапі, де написано про заборону продавати пиво за гроші, однак дозволений обмін за ячмінь.
Практика введення сухого закону також пов'язана з отриманням права голосу жінками, які почали підтримувати політику зменшення споживання алкоголю.

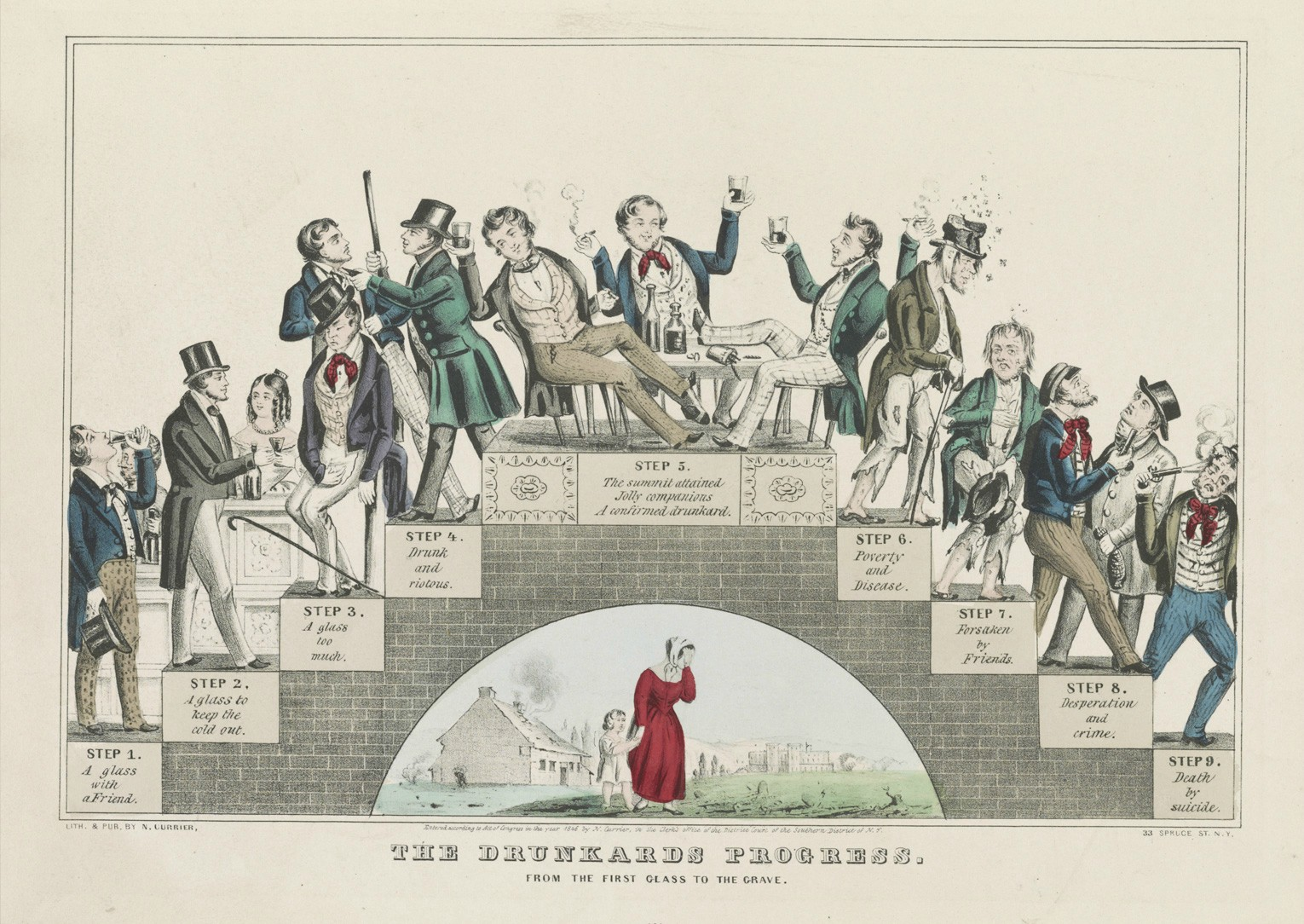
Натаніель Карріе (Nathaniel Currier). «Прогрес п'яниці». Літографія, січень, 1846

У першій половині XX-го століття заборона діяла в таких країнах:
- 1907—1948 роки: провінція Острова Принца Едварда, Канада. Такі закони існували й в інших канадських провінціях, але з коротшим терміном.[5]
- 1907—1992 роки: Фарерські острови; обмежений приватний імпорт з Данії, який був дозволений з 1928 року.
- 1914—1917 роки: Російська імперія
- 1915—1922 роки: Ісландії (пиво заборонене до 1989 року)[6]
- 1916—1927 роки: Норвегія
- 1919: Угорська Радянська Республіка (21 березня — 1 серпня)
- 1919—1932 роки: Фінляндія
- 1920—1933 роки: США

## Європа

### Чехія
14 вересня 2012 році, уряд Чеської Республіки заборонив продаж усіх спиртних напоїв, що містять більше ніж 20 % алкоголю. З цієї дати є незаконним продаж (і/або пропозиція продажу) таких алкогольних напоїв у магазинах, супермаркетах, барах, ресторанах, автозаправних станцій, інтернет-магазинах тощо. Закон був прийнятий після випадків отруєння метанолом, у яких загинуло 25 осіб.

## Північна Америка

### Канада
«Канада Темперанс „Сухий“ закон» (англ. Canada Temperance Act) або «Закон Скотта» (англ. Scott Act) на честь Томаса Волтера Скотта був прийнятий парламентом Канади у 1878 році, у якому дозволялося округам чи містам забороняти продаж алкоголю.
Федеральний, не обов'язковий, референдум про заборону алкоголю був проведений у 1898 році, де 51,3 % проголосували за заборону і 48,7 % проти, а явка становила 44 %. Заборону алкоголю підтримували більшість округів, окрім Квебеку, де 81,2 % проголосували проти нього. Однак прем'єр-міністр Вільфред Лор'є вирішив не вводити федерального закону, але більшість канадських провінцій ввели місцеву заборону на спиртні напої, яка переважно втратила чинність у 1920-х роках.

### США

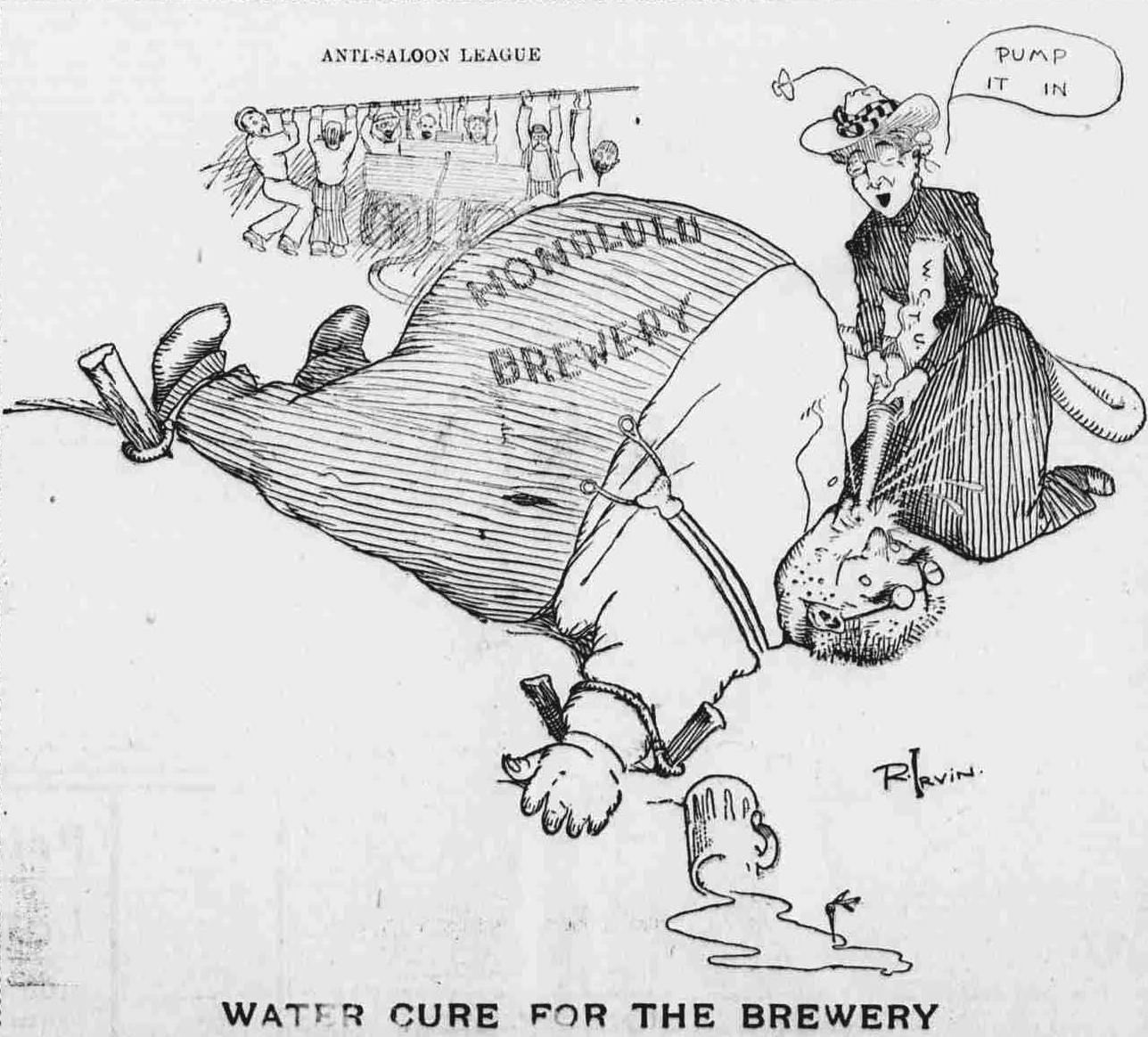
Ілюстрація з Гавайської газети з ілюстрацією кампанії проти виробників і продавців пива на Гаваях

У США національна заборона на продаж, виробництво та транспортування алкоголю, діяла упродовж 1920—1933 років. Заборону було введено Вісімнадцятою поправкою до Конституції США, що набула чинності 17 січня 1920 року. Поправка забороняла виготовлення, продаж і транспортування спиртних напоїв у США.
Введення сухого закону сприяло становленню мафії. Найвідомішим гангстером та контрабандистом, зокрема спиртних напоїв, був Аль Капоне. У 1920-х роках банди «Геннас» (англ. Gennas) і «Айелос» (англ. Aiellos) розв'язали війну з Капоне, що призвело до різкого збільшення числа вбивств. У 1927 році Капоне і його банди отримувала з підпільного бізнесу приблизно $ 60 млн у рік, переважно торгуючи пивом. Він також контролював поставки алкоголю з Канади до Флориди.
Сухий закон був скасований Двадцять першою поправкою до Конституції США, що набула чинності 5 грудня 1933 року.

## Центральна Америка

### Мексика
Сапатиська Армія Національного Визволення колективним рішенням заборонив алкоголь.
Продаж і купівлю алкоголю заборонена в ніч перед національними святами, такими як День народження Беніто Пабло Хуареса та День Мексиканської революції.
«Сухий закон» також вводиться перед виборами кожні шість років.

## Океанія

### Австралія

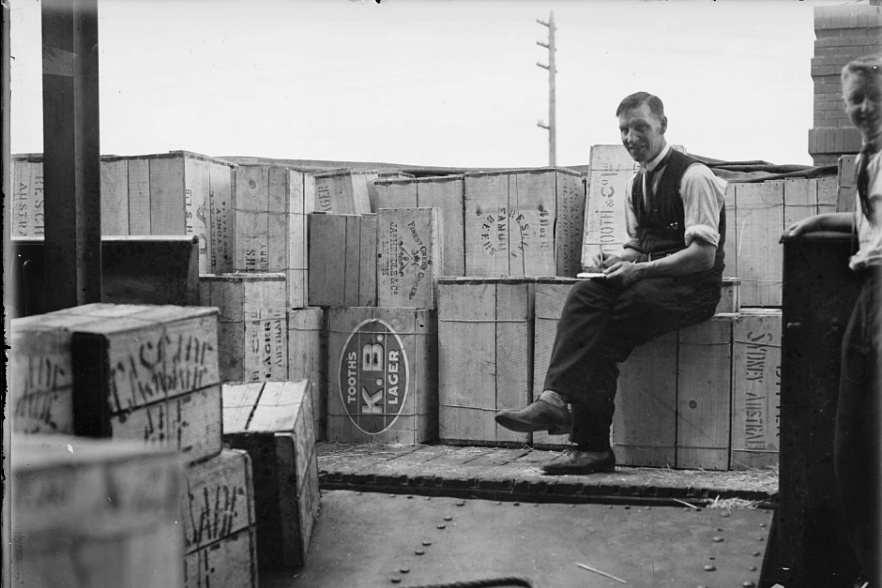
Перший вантаж алкоголю в місті Канберра, Австралійська столична територія, після скасування заборони у 1928 році

У 1910 році міністр Внутрішніх справ Кінг О'Маллі (англ. King O'Malley) вніс через парламент закон про заборону спиртних напоїв. Однак через сімнадцять років Федеральний парламент скасував цей закон.
З тих пір деякі місцеві ради прийняли власні «сухі закони», що забороняли володіння та споживання алкоголю.

## Вибори
У деяких країнах Південної Америки, Філіппінах та в ряді штатів США, вживання спиртних напоїв забороняється перед та під час виборів.